# RC Luxembourg
El RC Luxembourg fue un equipo de fútbol de Luxemburgo que alguna vez militó en la Division Nationale, la liga de fútbol más importante del país.

## Historia
Fue fundado en el año 1909 en la ciudad de Luxemburgo y fue uno de los equipos fundadores de la Division Nationale en ese año. 
Fue el primer campeón del fútbol de Luxemburgo luego de vencer en la final al US Hollerich/Bonnevoie 2-1, pero para mala fortuna del club, fue el único título que ganaron en su historia.
El club fue uno de los más consistentes del país en la máxima categoría hasta 1923 cuando decidieron fusionarse con el SC Luxembourg para crear al CA Spora Luxembourg.

## Palmarés
- Division Nationale: 1

1909/10